# Maciej Musiał
 (décembre 2018).
Si vous disposez d'ouvrages ou d'articles de référence ou si vous connaissez des sites web de qualité traitant du thème abordé ici, merci de compléter l'article en donnant les références utiles à sa vérifiabilité et en les liant à la section « Notes et références ».
Maciej Musiał est un acteur et présentateur polonais né le 11 février 1995 à Varsovie.

## Biographie
Ses parents, Anna et Andrzej Musiał, sont également acteurs[réf. nécessaire]. 
Il a étudié au lycée Jan Kochanowski à Varsovie. En 2014-2015, il étudie la philosophie à l'université de Varsovie mais ne finit pas l'année. En 2016, il commence des études de théâtre à l'école Ludwik Solski à Cracovie.
Ses premiers rôles dans Ojciec Mateusz (2008–2011) et Hotel pod żyrafą i nosorożcem (2008) lui apportent une certaine popularité[réf. nécessaire]. Depuis 2011, il joue Tomek Boski dans la série Rodzinka.pl diffusée sur la chaîne TVP. Dans les années qui suivent, il apparait dans de nombreuses séries, dont Hotel 52 (2012–2013), Krew z krwi (2012–2015) et Czas honoru (2014).
En 2013, il joue le rôle principal d'un film consacré à Jan Mela dans le cycle Prawdziwe historie (Histoires authentiques), ayant pour titre Mój biegun (Mon pôle). 
Il est également connu pour son rôle de présentateur des programmes télévisés : Poziom 2.0 (2011–2012), Cheeese (2012–2013) et The Voice of Poland (depuis 2013). Il est également capitaine de l'une des équipes de la 9e édition du programme Kocham cię, Polsko! (2016).
Il est l'un des ambassadeurs des Journées mondiales de la jeunesse organisées en 2016 à Cracovie.

## Filmographie

### Films
| Année | Titre                         | Rôle                     | Remarques                          |
| ----- | ----------------------------- | ------------------------ | ---------------------------------- |
| 2008  | Futro                         | Konrad Makowiecki        |                                    |
| 2011  | Baby są jakieś inne           | Le garçon dans l'autocar |                                    |
| 2012  | Offline                       | Kacper Tarski            | Court-métrage (pour la télévision) |
| 2013  | Mój biegun                    | Jan Mela (jeune)         | film du cycle Prawdziwe historie   |
| 2013  | Dom na końcu drogi            | Piotr                    | Court-métrage (pour la télévision) |
| 2014  | Dzień dobry, kocham cię!      | Iwo                      |                                    |
| 2017  | Dwie korony                   | un jeune franciscain     |                                    |
| 2018  | Miłość jest wszystkim         | Daniel                   |                                    |
| 2023  | La Jeune Fille et les Paysans | Jasio                    |                                    |

### Séries
| Année     | Titre                         | Rôle                                               | Remarques                              |
| --------- | ----------------------------- | -------------------------------------------------- | -------------------------------------- |
| 2004      | Plebania                      | garçon à l'église                                  | ép. 436                                |
| 2007      | Prawo miasta                  | Maciek Gralczyk                                    | ép. 2–3                                |
| 2008      | Hotel pod żyrafą i nosorożcem | Janek Miłobędzki                                   |                                        |
| 2008–2011 | Ojciec Mateusz                | Michał Wielicki                                    | ép. 2–27, 29–37, 39, 41–42, 49, 82–83  |
| 2010      | Nowa                          | Adam Szyma                                         | ép. 2 Partnerzy                        |
| 2010      | Ludzie Chudego                | admirateur secret d'Inka                           | ép. 4                                  |
| od 2011   | Rodzinka.pl                   | Tomek Boski                                        |                                        |
| 2011      | Ranczo                        | garçon au cercle musical à la maison de la culture | ép. 64 Nad Solejuków i Wargaczów domem |
| 2012–2015 | Krew z krwi                   | Franek Majewski                                    |                                        |
| 2012      | Ja to mam szczęście!          | Igor                                               | ép. 18                                 |
| 2012–2013 | Hotel 52                      | Łukasz Danisz ou Wawrzyniak                        | ép. 64–65, 72–85, 87–91                |
| 2012      | Prawo Agaty                   | Sebastian Wróblewski                               | ép. 16                                 |
| 2013      | Boscy w sieci                 | Tomek Boski                                        | spin-off de la série Rodzinka.pl       |
| 2014      | Czas honoru                   | Apacz                                              | saison 7 Powstanie; ép. 79–90          |
| 2018      | 1983                          | Kajetan Skowron                                    | également producteur exécutif          |
| 2019      | Wiedźmin                      | Sir Lazlo                                          |                                        |
| 2019      | Kidnapping                    | Tadek                                              |                                        |
| 2022      | 1899                          | Olek                                               |                                        |

### Doublage polonais
| Année     | Titre                                     | Rôle                                                   | Remarques |
| --------- | ----------------------------------------- | ------------------------------------------------------ | --- |
| 2009      | Nie ma to jak statek                      | Yohan Yo                                               | série télévisée; titre original. The Suite Life on Deck; saison 1                                                       |
| 2009      | Pokémon                                   | Kenny                                                  | série télévisée; titre original. Pokémon; saison 11 Wymiar walki                                                        |
| 2009–2010 | Batman                                    | Dick Grayson/Robin                                     | série télévisée; titre original. The Batman                                                                             |
| 2010–2012 | Batman: Odważni i bezwzględni             | Robin/Damian Wayne/ Robin (manga)/Dick Grayson/ Batman | série télévisée; titre original. Batman: The Brave and The Bold                                                         |
| 2010      | Miasteczko Halloween                      | Luke                                                   | film télévisé; titre original. Halloweentown                                                                            |
| 2010      | Miasteczko Halloween II: Zemsta Kalabara  | Luke                                                   | film télévisé; titre original. Halloweentown II: Kalabar’s Revenge                                                      |
| 2012      | Gra o tron                                | Joffrey Baratheon                                      | audiobook, titre original. A Game of Thrones                                                                            |
| 2012–2016 | Szczury laboratoryjne                     | Chase Davenport                                        | série télévisée; titre original. Lab Rats                                                                               |
| 2013      | Samoloty                                  | Dusty Popylacz                                         | film de cinéma; titre original. Planes                                                                                  |
| 2013      | Kumba                                     | Kumba                                                  | film de cinéma; titre original. Khumba                                                                                  |
| 2013      | Największy z cudów                        |                                                        | film de cinéma; titre original. El gran milagro                                                                         |
| 2014      | Samoloty 2                                | Dusty Popylacz                                         | film de cinéma; titre original. Planes: Fire & Rescue                                                                   |
| 2014      | Rebelianci: Iskra Rebelii                 | Ezra Bridger                                           | film télévisé; (épisode pilote de la série Star Wars: Rebelianci); titre original. Star Wars Rebels: Spark of Rebellion |
| 2014–2017 | Star Wars: Rebelianci                     | Ezra Bridger                                           | série télévisée; titre original. Star Wars: Rebelianci                                                                  |
| 2014      | Wakacje z trupami                         | Dylan                                                  | film télévisé; titre original. Bunks                                                                                    |
| 2015      | Po drugiej stronie muru                   | Wirt                                                   | mini-série télévisée; titre original. Over the Garden Wall                                                              |
| 2015      | Były sobie człowieki                      | Edek                                                   | film de cinéma; titre original. Pourquoi j’ai (pas) mangé mon père                                                      |
| 2015      | Mały Książę                               | Monsieur Prince                                        | film de cinéma; titre original. Le petit prince                                                                         |
| 2015      | Disney Infinity 3.0                       |                                                        | jeu vidéo |
| 2016      | Ratchet i Clank                           | Ratchet                                                | film de cinéma; titre original. Ratchet and Clank                                                                       |
| 2016–2017 | Szczury laboratoryjne: Jednostka elitarna | Chase Davenport                                        | série télévisée; titre original. Lab Rats: Elite Force                                                                  |
| 2017      | Magiczna zima Muminków                    | Muminek                                                | ffilm de cinéma; titre original. Moomins and the Winter Wonderlands                                                     |

## Théâtre
| Année     | Œuvre | Rôle           | Théâtre      |
| --------- | ----- | -------------- | ------------ |
| 2015–2016 | Skaza | Martyn Fleming | Teatr Syrena |

### Spectacles du théâtre de la télévision
| Année | Titre                   | Rôle                       |
| ----- | ----------------------- | -------------------------- |
| 2005  | Oskar                   | Stefan „Szaszłyk”          |
| 2013  | Matka brata mojego syna | Xawery Laskus              |
| 2018  | Fryderyk                | garçon du coin de la Seine |

## Programmes télévisés
| Année     | Titre               | Chaîne             | Rôle                                   |
| --------- | ------------------- | ------------------ | -------------------------------------- |
| 2011–2012 | Poziom 2.0          | TVP2               | co-présentateur                        |
| 2012–2013 | Cheeese             | Nickelodeon Polska | présentateur                           |
| od 2013   | The Voice of Poland | TVP2               | reporter des coulisses/co-présentateur |
| 2016      | Kocham cię, Polsko! | TVP2               | capitaine d'une des équipes            |

## Récompenses et nominations
| Année | Prix | Résultat   |
| ----- | --- | ---------- |
| 2013  | Titre du plus beau polonais dans le plébiscite Viva! Najpiękniejsi 2012 | Nomination |
| 2013  | Glam Award 2013 dans la catégorie Etoile de l'année | Nomination |
| 2013  | Róża Gali 2013 dans la catégorie Début pour son début dans son nouveau rôle de présentateur de The Voice of Poland pour TVP2 ainsi que dans son rôle principal dans le film Mój biegun | Vainqueur  |
| 2014  | Titre du plus beau polonais dans le plébiscite Viva! Najpiękniejsi 2013 | Nomination |
| 2014  | Wiktor du public 2013 | Nomination |
| 2016  | Telekamera Tele Tygodnia 2016 dans la catégorie Espoir de la télévision | Vainqueur  |
| 2018  | Róża Gali 2018 dans la catégorie Début pour son rôle en tant que producteur et co-développeur de la série 1983                                                                         | Nomination |